# John Myung
John Ro Myung (* 24. ledna 1967 Chicago, Illinois) je americký baskytarista. Ve svých pěti letech začal hrát na housle a v patnácti přešel k baskytaře. V roce 1985 založil spolu s kytaristou Johnem Petruccim a bubeníkem Mikem Portnoyem skupinu Majesty, která se brzy přejmenovala na Dream Theater. V letech 1997–2000 působil ve skupině Platypus a od roku 2002 hraje s The Jelly Jam. Rovněž působil ve skupině Nightmare Cinema a spolupracoval s Gordian Knot.